# Antonio Caruso
Antonio Caruso (Savelli, 22 novembre 1926 – Mantova, 17 ottobre 2012) è stato un politico italiano.

## Biografia
Nacque a Savelli nel 1926 e si laureò in Giurisprudenza e Filosofia; lavorò come segretario comunale. 
Esponente del Partito Comunista Italiano, fu deputato nella V, VI, VII e VIII Legislatura, rimanendo in carica dal 1968 al 1983.
Morì all'età di 85 anni il 17 ottobre 2012.